# Abu l-Ghazi Bahadur Khan
Abu l-Ghazi Bahadur Khan (24 d'agost de 1603-1663) fou kan arabxàhida de Khivà (Abu l-Ghazi I Bahadur Khan 1644 -1663) i historiador en llengua txagatai, fill d'Arab Muhàmmad Khan I (kan arabxàhida de Coràsmia, nom que fins al segle xvii va portar el kanat progressivament conegut com a Khivà, 1602-1623).

## Biografia
De jove va viure a Urgendj amb el seu pare que era kan. El 1619 el seu pare el va nomenar governador de Kath; el 1623, mort el pare i revoltats els seus germans Ilbars Khan II i Habash Sultan, va haver de fugir a Samarcanda, a la cort d'Imam Kuli Khan de Bukharà, podent eludir per poc als seus perseguidors que el van arribar a ferir per una fletxa; juntament amb el seu germà Isfandiyar i algunes tribus turcmanes, la rebel·lió triomfant fou finalment derrotada. Isfandiyar va pujar al tron i el va nomenar governador d'Urgendj (1624) però aquesta ciutat va quedar deserta a causa del desplaçament del curs del riu Oxus que la regava; el 1625 es va enemistar amb el seu germà i el 1626 va haver de fugir a Taixkent on va viure dos anys a la cort del kan; el 1629 va intentar prendre el poder a Khivà però va fracassar i durant deu anys (1629 a 1639) va restar exiliat a Pèrsia, sota protecció de la cort safàvida, generalment vivint a Esfahan; aquí va estudiar les fonts perses i va acumular coneixement sobre la història del seu poble; Abu l-Ghazi parlava àrab, persa i txagatai; més tard va fugir de la cort persa i es va refugiar amb els calmucs, on va poder consultar les fonts i tradicions mongoles.
La fugida de Pèrsia es va produir vers el 1639. Abu l-Ghazi va adquirir amb molta cura 8 cavalls, d'un a un i en barris diferents, i els va tenir amagats fins que ho va tenir tot preparat. Alguns servidors fidels li va servir de coartada; un d'ells es va disfressar de beg i ell mateix es va disfressar de conductor de cavalls i a la nit, quan els servidors en que no confiava van marxar, va iniciar el camí; va passar pels carrers de la ciutat d'Esfahan; en arribar a la porta, com que el seu servidor anava vestit de beg, només va haver de cridar l'orde d'obrir-la. Va cavalcar cap a Bistam i allí, en un cementiri on s'estava fent un enterrament, va trobar a un sayyid pobre amb el que va negociar bescanviar els seus tres cavalls pitjors per altres tres de refresc i millors, amb un afegit econòmic; el seu servidor seguia fingint que era un beg i va tenir el millor lloc a taula, mentre Abu l-Ghazi es mantenia discretament com un servidor; una pregunta del "beg" sobre la ruta cap a Maghz, una ruta molt estranya, va alertar a un dels reunits, un vell, que va sospitar que eren fugitius uzbeks, i va intentar convèncer el sayyid de no fer la transacció; el vell es va dirigir al sayyid en persa, pensant que Abu l-Ghazi no l'entenia, però aquest la dominava perfectament i va fer explicar al seu servidor una història que restablís la credibilitat: reunits en un altre moment el fals beg va explicar que era Muhammad Kuli Beg de Circàssia, un yuzbaixi al servei del xa i que volia anar a Maghz per trobar a un famós mul·là tant per interès propi com per desig del xa; els presents es van empasar la història i les seves sospites es van esvair i així Abu l-Ghazi va poder arribar al límit del desert i va trobar a alguns turcmans fugitius de Mangishlak, que van explicar que tres anys abans els calmucs els havien atacat i els havien pres els ramats; es va donar a conèixer i fou convidat a passar l'hivern amb ells i a la primavera següent aniria a la tribu teke que estava acampada a la muntanya Balkhan a la costa oriental de la mar Càspia. Així ho va fer i allí va passar dos anys (1640 i 1641) retornant a Mangishlak, regió que estava llavors dominada pels calmucs, el cap dels quals, quan va saber de la seva arribada el va arrestar i el va tenir presoner un any (1641-1642) i, fins que finalment li va permetre marxar a Urgendj. Això fou el 1642 uns sis mesos abans de la mort d'Isfendiar Khan.
Isfandiyar va morir avançat el 1642 o el 1643. El seu fill Yushan Sultan el va succeir. Abu l-Ghazi no va tenir gaire èxit inicialment en el seu intent de recuperar el tron. Van passar uns quants mesos fins que fou proclamat kan al districte d'Aral, de majoria uzbeka. Yushan Khan i el seu germà Ashraf Sultan van refusar rendir-se i van demanar la protecció de Nadhr Muhammad ibn Din Muhammad, kan de Bukharà (1641-1645), on fou enviat Ashraf. Per dues vegades Abu l-Ghazi va fer incursions fins prop de Khivà. El kan de Bukharà va nomenar governadors a Khivà i Hazarasp i va enviar a la vídua, el fill i la filla d'Isfendiar a residir a Karshi; els seus delegats eren només governadors militars però l'administració civil va romandre en mans dels oficials del país (amalats) que havien estat nomenats sota Isfendiar, pràcticament tots turcmans. El kan de Bukharà va enviar el seu net Kassim, fill de Khosru Sultan per supervisar els afers però no va interferir en els administradors turcmans; quan Abu l-Ghazi va saber l'arribada de Kassim va reunir totes les seves forces i va marxar per tercer cop contra Khivà; el seu exèrcit (uns 1800 homes) era no obstant inferior al dels bukharians, però mercès a la seva millor disposició sobre el terreny va obtenir la victòria. En aquest punt Abu l-Ghazi va acabar el seu relat que fou seguit després pel seu fill Anusha. Després de la batalla Kassim fou cridat a Bukharà i al seu lloc fou enviat Yakub Tupit; vers el 1644 va esclatar una revolta al nord del territori de Bukharà dirigida per Baki Yaz; el seu fill Abd al-Aziz fou enviat contra els rebels, però es va posar al seu costat i els revoltats el van proclamar kan al lloc del seu pare. Nadir, que era a Karshi, sabent l'energia del seu fill, es va retirar a Balkh (1645) i l'aventura de Coràsmia es va acabar; la guarnició bukhariana a Khivà va fugir i sense els bukharians, Abu l-Ghazi va assolir de seguida el poder.
La seva primera mesura fou un perdó general; els turcmans que havien fugit foren convidats a retornar; tres caps destacats que havien fugit al desert, Ghulam Bahadur, Din Muhammed Un Un Begi i Urus Begui, van enviar als aksakals (barbes grises = ancians) portant la seva submissió. Abu l-Ghazi els va prometre el perdó i els va convidar a Hazarasp, i allí els va massacrar; després va matar altres grups turcmans fugitius, a Teyen i altres llocs. Grups turcmans van construir una fortalesa a Bami Burma però foren atacats i el fort capturat. Va fer expedicions contra grups turcmans del Karakum i del Manghishlak (1646 i 1648)
El 1649, Abu l-Ghazi va combatre i derrotar els calmucs koshote. Un cap torgut de nom Buyan, que havia anat al país per comerciar, fou reenviat a casa. El 1651 amb un petit nombre d'efectius va atacar els turcmans del clan Bairaj (dirigits per un cap també anomenat Bairaj) als que va aniquilar, i es va quedar amb les dones i criatures; el 1652 va fer el mateix amb la tribu dels Imir que acampava a Tuj, i amb la dels Sarik. El mateix any els calmucs torguts van atacar la comarca d'Hazarasp; Abu l-Ghazi els va combatre i els va perseguir, si bé finalment els va personar. El 1653 va sotmetre als darrers turcmans; llavors va regnar un parell d'anys en pau fins que Subhan Kuli de Balkh li va demanar ajut contra el seu germà Abd al-Aziz. Suban Kuli estava casat amb una neboda de Abu l-Ghazi, filla de Sherif Muhammad Sultan. Abu l-Ghazi no perdonava el fet que Abd Allah ibn Iskandar havia massacrat 32 prínceps de la seva nissaga i va acceptar la petició.
El 1655 va enviar un contingent que va arribar a Kukerdlik i va enviar al beg Kuli Imak a devastar la rodalia de Karakul mentre ell mateix assolava Suiunich Bala i altres poblacions properes a Bukharà i després va retornar a Kukerdlik, d'on va sortir poc després i es va trobar amb l'exèrcit de Bukharà al que va derrotar i va entrar a Karakul que va cremar; després va assolar la rodalia de Chardjui i pocs mesos després el districte de Yaiji fins a Nerzem, i altre cop Karakul, retornant a Coràsmia amb un gran nombre de presoners; Abd al-Aziz Khan no va gosar enfrontar-s'hi en batalla. Encara al maetix any l'exèrcit de Coràsmia, amb 15.000 homes, va atacar i saquejar Kermineh i quan retornava protegint el seu botí, fou atacat sobtadament per l'exèrcit de Bukharà, superior en nombre, que l'hauria derrotat si no hagués estat per la providencial intervenció de Anusha, fill d'Abu l-Ghazi (després Anusha Khan) que arribava en aquell moment amb uns 500 cavallers i va fer una càrrega contra l'enemic i el va derrotar. Els bukharians es van dispersar i molts es van ofegar en travessar el riu. Abu l-Ghazi va retornar a Khivà en triomf i el seu fill Anusha fou recompensat amb un estendard, un cos de tropes i el govern d'Hazarasp.
El 1658 fou saquejada Verdanzi i el 1661 (aquesta incursió podria haver estat el 1662) la rodalia de Bukharà. Durant aquesta lluita algunes caravanes russes que creuaven el territori de Khivà foren atacades. Llavors Abu l-Ghazi va decidir que ja havia actua prou contra els seus correligionaris i va decidir dedicar-se a saquejar als infidels perses (xiïtes) i als calmucs. Així el 1662 va ajustar la pau amb Bukharà i el 1663 va encarregar el govern al seu fill Anusha, per dedicar-se només al combat contra els infidels. Va morir poc després.

## Obres
Va escriure:
- Shedjere-i Teräkime (1659), publicada a Ankara el 1937; abans una traducció al rus a Aşgabat el 1892
- Shadjarat al-Atrak (Shedjere-i Türk) (iniciada el 1644 va restar inacabada a la seva mort i acabada pel fill Abu l-Muzaffar Abnusha Muhammad Bahadur el 1665) una història dels xibànides des de la meitat del segle xv fins a 1663, principal font encara que per estar redactada sense les fonts al davant presenta algunes inexactituds.